# 荒川清秀
荒川 清秀（あらかわ きよひで、1949年8月16日 - 2021年8月14日）は、日本の言語学者、中国語学者。専門は日中対照研究、日中共通の漢語の歴史的研究。

## 来歴
兵庫県養父郡八鹿町（現養父市）出身。大阪府立茨木高等学校を経て、1972年大阪市立大学文学部国文・中文学科中国文学専攻卒業。1977年、同大学大学院文学研究科中国文学専攻博士課程単位取得満期退学、愛知大学教養部講師。1998年、「近代日中学術用語の形成と伝播 地理学用語を中心に」で大阪市立大学より文学博士の学位を取得。同年、愛知大学国際コミュニケーション学部教授。2018年、第12回中華図書特殊貢献賞を受賞。
NHKラジオ中国語講座やEテレ「テレビで中国語」の講師を歴任したほか、中国語教育学会会長、中国語学会副会長・理事、中国語教育学会代表理事を歴任した。

## 著書
- 『近代日中学術用語の形成と伝播 地理学用語を中心に』白帝社 1997年
- 『中国語文法システム15』同学社 1998年
- 『美香in China』同学社 1999年
- 『一歩すすんだ中国語文法』大修館書店 2003年
- 『簡明・中文システム15』同学社 2003年
- 『体験的中国語の学び方 わたしと中国語、中国とのかかわり』同学社 2009年
- 『中国語を歩く 辞書と街角の考現学』東方書店 2009年
- 『基礎徹底マスター! 中国語練習ドリル』NHK出版 2013年
- 『中国語を歩く 辞書と街角の考現学 パート2』東方書店 2014年
- 『中国語を歩く 辞書と街角の考現学 パート3』東方書店 2018年
- 『日中漢語の生成と交流・受容 漢語語基の意味と造語力』白帝社 2018年
- 『漢語の謎 日本語と中国語のあいだ』筑摩書房（ちくま新書）2020年

### 共編著
- 『簡明初級中国語』共著 光生館 1992年
- 『中国-人と暮し 中級中国語読解テキスト』趙煒宏、上野由紀子共著 光生館 1992年
- 『中級中国語会話・作文テキスト』劉慶普共著 光生館 1995年
- 『中国語のエッセンス』靳衛衛、上野由紀子共著 同学社 1995年
- 『中国語明明白白』張筱平共著 東方書店 2001年
- 『キャンパスライフ中国語 初級テキスト』周閲、塩山正純共著 白帝社 2002年
- 『中国見たり聞いたり15章 美紀の北京再訪』周閲共著 光生館 2003年
- 『東方中国語辞典』（東方書店、北京・商務印書館共同編集）相原茂、大川完三郎共主編 東方書店 2004年
- 『シンプルに中国語』張筱平、上野由紀子共著 同学社 2009年